# 유홍렬 (역사가)
유홍렬(柳洪烈, 1911년 ~ 1995년 6월 14일)은 대한민국의 역사학자이다.

## 약력
경기도 장단군 군내면 정자리 와둔지(瓦屯地)마을 출신으로 1935년 경성제대 사학과를 졸업한 뒤 진단학회에 가입해 활동했다. 해방 후 서울대와 성균관대학교에서 가르쳤다.

## 업적
한국산악회의 열성 회원으로 1947년 독도 조사에 참가했고, 1965년 일본 북알프스 등정 시 등반대장을 맡았다.

## 저서
- 《조선독립사상사고》
- 《한국 천주교회사》
- 《한국 문화사》